# Huánuco
Huánuco a perui Huánuco megye székhelye.

## Földrajz
A város Peru középső részén, az Andok keleti oldalán, a Huallaga folyó tengerszint felett körülbelül 1900 méterrel fekvő völgyében épült fel. Központi területe szinte teljesen sík, ám szélső utcái meredeken kúsznak fel a környező hegyekre, akár száz–kétszáz méteres relatív magasságba is. Huánuco repülőtere a belvárostól néhány kilométer távolságban északkeletre található, szintén a folyóvölgyben.

## Története
A mai várostól mintegy 140 km távolságban Wuanuko néven már létezett egy inka–jarovilka város, amelynek helyén 1539. augusztus 15-én a Gómez de Alvarado y Contreras vezette spanyol hódítók saját települést alapítottak Caballeros de León de Huánuco néven. Az inkák azonban Illa Túpac vezetésével támadásokat indítottak a város ellen, ezért a spanyolok átköltöztették a települést: 1542 októberében Pedro de Puelles új, mai helyén tervezte meg Huánucót.
Huánuco fontos szerepet játszott a függetlenségi háborúban (az első függetlenségi junta 1820. december 15-én alakult), valamint a Chile elleni breñai hadjáratban: a városban több gerillacsapat is alakult, például Leoncio Prado Gutiérrez vezetésével.

## Turizmus, látnivalók
A városban a természeti környezeten kívül néhány műemlék érdemel figyelmet. A Szent Kristóf-templom a település első temploma, ez ott épült fel, ahol korábban Pablo de Coimbra az első misét tartotta akkor még szabadtéren, egy követ használva oltárként. A Szent Sebestyén-templom valószínűleg a 17. század elején épült, a Szent Ferenc-templom 1560-ban, a székesegyház pedig eredetileg 1618-ban, de többször át- és újjáépítették, utoljára az 1970-es években, így ma modern formát mutat. Huánuco központi parkját, a Plaza de Armas teret 1845-től kezdve építették ki, a középen található, gránitból készült szökőkutat 1880-ban avatták fel. Ezt ma füge- és zsakarandafák veszik körül.

## Sport
A város legsikeresebb labdarúgóklubja a CSD León de Huánuco, amely 2010-ben második lett a perui bajnokságban. Ma csak a másodosztályban szerepel.